# Йонообмена хроматография
Йонообмената хроматография е хроматографски метод, който позволява анализираните йони и полярни молекули да бъдат разделени на техния основен заряд. За да могат да бъдат разделени, молекулите трябва да са полярни и йонизирани.
Този метод позволява да бъдат разделени практически всякакви заредени молекули в това число огромните молекули на протеина, както и малки такива - нуклеотиди и аминокиселини. При йонообмената хроматография се използват синтетични полимери на основата на полистирол и полифенол.